# Verlengde gedraaide vijfhoekige dubbelrotonde
Een verlengde gedraaide vijfhoekige dubbelrotonde is in de meetkunde het johnsonlichaam J43. Deze ruimtelijke figuur kan worden geconstrueerd door twee vijfhoekige rotondes J6 met hun congruente grondvlakken op het grond- en bovenvlak van een decagonaal prisma te plaatsen en ze 36° ten opzichte van elkaar te draaien. Hetzelfde geldt voor een verlengde vijfhoekige orthogonale dubbelrotonde J42, maar het verschil is dat de vijfhoekige rotondes in de beide lichamen 36° verschillend ten opzichte van elkaar zijn gedraaid.
De 92 johnsonlichamen werden in 1966 door Norman Johnson benoemd en beschreven.
- (en)  MathWorld. Elongated Pentagonal Gyrobirotunda